# Anne Meara
Anne Meara (Nova Iorque, 20 de setembro de 1929 – Los Angeles, 23 de maio de 2015) foi uma atriz estadunidense.

## Vida
Esposa de Jerry Stiller e mãe de Ben Stiller, Anne Meara teve uma longa carreira, principalmente na comédia, tendo participado em algumas séries televisivas de sucesso como Alf, The Love Boat ou Archie Bunker`s Place.
Foi indicada ao Globo de Ouro pela série Rhoda e a quatro Prêmios Emmy, por séries como Homicide: Life on the Street e Archie Bunker's Place, além de uma indicação para o prêmio do Writers Guild Award (da Associação de Roteiristas Norte-Americanos) pelo roteiro de The Other Woman.

## Filmografia
Fontes: TCM; AllMovie;
| Ano  | Título                                          | Personagem               |
| ---- | ----------------------------------------------- | ------------------------ |
| 1970 | The Out-of-Towners                              | Mulher na Delegacia      |
| 1970 | Lovers and Other Strangers                      | Wilma                    |
| 1972 | Irish Whiskey Rebellion                         | Goldie Fain-Follies Star |
| 1977 | Nasty Habits                                    | Sister Geraldine         |
| 1978 | The Boys from Brazil                            | Mrs. Curry               |
| 1980 | Fame                                            | Mrs. Sherwood            |
| 1984 | In Our Hands                                    |                          |
| 1986 | The Longshot                                    | Madge                    |
| 1986 | The Perils of P.K.                              |                          |
| 1987 | My Little Girl                                  | Mrs. Shopper             |
| 1989 | That's Adequate                                 | Charlene Lane            |
| 1990 | Awakenings                                      | Miriam                   |
| 1992 | Through an Open Window                          |                          |
| 1991 | Highway to Hell                                 | Medea                    |
| 1993 | So You Want to Be an Actor                      | Herself                  |
| 1994 | Reality Bites                                   | Louise                   |
| 1994 | The Search for One-Eye Jimmy                    | Holly Hoyt               |
| 1995 | Heavyweights                                    | Alice Bushkin            |
| 1995 | Kiss of Death                                   | Bev's Mother             |
| 1996 | The Daytrippers                                 | Rita Malone              |
| 1998 | The Thin Pink Line                              | Mrs. Langstrom           |
| 1998 | Southie                                         | Mrs. Quinn               |
| 1999 | The Diary of the Hurdy-Gurdy Man                |                          |
| 1999 | Judy Berlin                                     | Bea                      |
| 1999 | Brooklyn Thrill Killers                         |                          |
| 1999 | A Fish in the Bathtub                           | Molly                    |
| 2000 | Amy Stiller's Breast                            | Ela mesma                |
| 2000 | The Independent                                 | Rita                     |
| 2001 | Zoolander                                       | Protestor                |
| 2001 | Keeping It Real: The Adventures of Greg Walloch |                          |
| 2001 | Get Well Soon                                   | Linda                    |
| 2002 | Like Mike                                       | Sister Theresa           |
| 2002 | The Yard Sale                                   |                          |
| 2003 | Crooked Lines                                   | Hard Boiled              |
| 2004 | Chump Change                                    | Diretora de Elenco       |
| 2006 | Night at the Museum                             | Debbie                   |
| 2007 | The Mirror                                      |                          |
| 2007 | The Shallow End of the Ocean                    | Voz da Alice             |
| 2009 | When the Evening Comes                          | Marion Corrado           |
| 2009 | The Queen of Greenwich Village                  |                          |
| 2009 | Another Harvest Moon                            | Ella                     |
| 2014 | Simpler Times                                   |                          |
| 2014 | Planes: Fire & Rescue                           | Winnie                   |

### Televisão
| Ano          | Título                                 | Personagem                                     | Notas                                              | Ref.   |
| ------------ | -------------------------------------- | ---------------------------------------------- | -------------------------------------------------- | ------ |
| 1954–55      | The Greatest Gift                      | Harriet                                        | 219 episódios                                      |        |
| 1954         | The Philco Television Playhouse        | Betty Blake                                    | Episódio: "Man on the Mountaintop"                 |        |
| 1959         | The DuPont Show of the Month           | Performer                                      | Episódio: "Oliver Twist"                           |        |
| 1960         | Ninotchka                              | Anna                                           | ABC TV                                             | [ 4 ]  |
| 1964–65      | Linus! The Lion Hearted                | Voz                                            | 3 episódios                                        |        |
| 1971         | Dames at Sea                           | Joan                                           |                                                    | [ 5 ]  |
| 1971–72      | The Courtship of Eddie's Father        | Bunny Sterling Annie Dempsey                   | 2 episódios                                        |        |
| 1971–73      | Love, American Style                   | Various roles                                  | 2 episódios                                        |        |
| 1973         | The Paul Lynde Show                    | Grace Dickerson                                | 3 episódios                                        |        |
| 1973         | The Corner Bar                         | Mae/Jennifer Bradley                           | Cast member, 7 episódios                           |        |
| 1974         | Medical Center                         | Rose Miller                                    | Episódio: "The Enemies"                            |        |
| 1975         | Kate McShane                           | Kate McShane                                   | Cancelado após 10 episódios                        |        |
| 1976–77      | Rhoda                                  | Sally Gallagher                                | 7 episódios                                        |        |
| 1977–78      | Take Five with Stiller & Meara         |                                                |                                                    |        |
| 1979–83      | Love Boat                              | Vários papéis                                  | 3 episódios                                        |        |
| 1979–82      | Archie Bunker's Place                  | Veronica Rooney                                | 52 episódios                                       |        |
| 1979–82      | HBO Sneak Previews                     |                                                |                                                    |        |
| 1983         | The Other Woman                        | Peg Gilford                                    |                                                    | [ 6 ]  |
| 1986         | The Stiller and Meara Show             | Performer                                      |                                                    |        |
| 1987         | Saturday Night Live                    | Bartender                                      | Episódio: "Charlton Heston/Wynton Marsalis"        |        |
| 1987–89      | ALF                                    | Dorothy Halligan                               | 7 episódios                                        |        |
| 1987–89      | CBS Schoolbreak Special                | Mrs. Salters                                   | Episódio: "The Day They Came to Arrest the Book"   |        |
| 1988–93      | Murder, She Wrote                      | Winnie Tupper Banner Mae Shaughnessy           | 2 episódios                                        |        |
| 1990         | Monsters                               | Greta                                          | Episódio: "One Wolf's Family"                      |        |
| 1991         | The General Motors Playwrights Theater | Rose Finker                                    | Episódio: "Avenue Z Afternoon"                     |        |
| 1991         | Shalom Sesame                          | Miriam                                         | Episódio: "Show 10: Passover"                      |        |
| 1991         | American Playhouse                     | Bernice Shapiro                                | "The Sunset Gang": segment: "The Detective"        |        |
| 1992–99      | All My Children                        | Peggy Moody                                    | 5 episódios                                        |        |
| 1992–99      | CBS Schoolbreak Special                | Patricia Lennon                                | Episódio: "Love off Limits"                        |        |
| 1994         | In the Heat of the Night               | Roda                                           | Episódio: "Poor Relations"                         |        |
| 1994         | Great Performances: The Mother         | Mrs. Geegan                                    | PBS TV movie, Oct. 24, 1994                        | [ 7 ]  |
| 1994         | Murphy Brown                           | Reena Bernecky                                 | 2 episódios                                        |        |
| 1996         | Homicide: Life on the Street           | Donna DiGrazi                                  | 2 episódios                                        |        |
| 1997         | Jitters                                | mãe                                            |                                                    | [ 8 ]  |
| 1999         | After Play                             |                                                |                                                    |        |
| 1999–02      | Oz                                     | Aunt Brenda O'Reily                            | 2 episódios                                        |        |
| 1999 2003–07 | The King of Queens                     | Mary Finnegan (1999) Veronica Olchin (2003–07) | 10 episódios                                       |        |
| 2001         | What Makes a Family                    | Evelyn Cataldi                                 | TV movie (Lifetime)                                | [ 9 ]  |
| 2001         | Ed                                     | Barbara Gennacarro                             | Episódio: "The Test"                               |        |
| 2001         | Will & Grace                           | Mrs. Friedman                                  | Episódio: "Star-Spangled Banter"                   |        |
| 2002–04      | Sex and the City                       | Mary Brady                                     | 4 episódios                                        |        |
| 2003         | Good Morning, Miami                    | Claire's Friend                                | Episódio: "The Slow and the Furious"               |        |
| 2003         | Charlie Lawrence                       | Pauline Lawrence                               | Episódio: "If It's Not One Thing It's Your Mother" | [ 10 ] |
| 2004–12      | Law & Order: Special Victims Unit      | Ida Becker Irene Kerns                         | Episódio: "Scavenger" Episódio: "Dreams Deferred"  | [ 11 ] |
| 2006         | Four Kings                             | Ruth                                           | Episódio: "Pilot"                                  |        |
| 2009         | Mercy                                  | Estelle Thalberg                               | Episódio: "The Last Thing I Said Was"              |        |
| 2009–10      | Wonder Pets!                           | Granny Ginny/Granny Winny                      | 2 episódios: Voice                                 |        |
| 2010         | Gravity                                | Mrs. Talbot                                    | Episódio: "Old People Creep Me Out"                |        |
| 2011         | Rip City                               | Myrt                                           | Piloto de sitcom TVLand que não vendeu             | [ 12 ] |

### Teatro
| Ano  | Título                     | Créditos       | Notas                                     | Ref.   |
| ---- | -------------------------- | -------------- | ----------------------------------------- | ------ |
| 1956 | A Month in the Country     | Katina         | Phoenix Theatre, Off-Broadway             | [ 13 ] |
| 1956 | The Good Woman of Setzuan  | Sobrinha       | Phoenix Theatre, Off-Broadway             | [ 14 ] |
| 1957 | Miss Loneyhearts           | Sick-of-it-All | Music Box Theatre, Broadway               | [ 15 ] |
| 1958 | As You Like It             | Audrey         | Joseph Papp Public Theater, Off-Broadway  | [ 16 ] |
| 1958 | Ulysseys in Nighttown      | Vários papéis  | Rooftop Theatre, Off-Broadway             | [ 17 ] |
| 1971 | The House of Blue Leaves   | Bunny Flingus  | Truck and Warehouse Theatre, Off-Broadway | [ 18 ] |
| 1984 | Spookhouse                 | Performer      | Playhouse 91, Off-Broadway                | [ 19 ] |
| 1984 | A... My Name Is Alice      | Escritora      | Top of the Gate, Off-Broadway             | [ 20 ] |
| 1988 | Romeo and Juliet           | Enfermeria     | Joseph Papp Public Theater, Off-Broadway  | [ 21 ] |
| 1988 | Eastern Standard           | May Logan      | John Golden Theatre, Broadway             | [ 22 ] |
| 1993 | Anna Christie              | Marthy Owen    | Center Stage Right, Broadway              | [ 23 ] |
| 1995 | After-Play                 | Terry Guteman  | Theatre Four, Broadway                    | [ 24 ] |
| 2000 | Down the Garden Paths      | Dramaturgo     | Minetta Lane Theatre, Off-Broadway        | [ 25 ] |
| 2011 | Love, Loss and What I Wore | Performer      | Westside Theatre, Off-Broadway            | [ 26 ] |

### Radio
- I'd Rather Eat Pants, National Public Radio, 2002